# Ruggero Berlam
Ruggero Berlam (ur. 20 września 1854 w Trieście, zm. 22 października 1920 tamże) – włoski architekt i malarz, ojciec Arduino.

## Życiorys
Urodził się w Trieście, podobnie jak ojciec, Giovanni Andrea Berlam, ukończył akademię sztuk pięknych w Mediolanie, pod kierunkiem Camillo Boito.

## Ważniejsze prace
- Casa Berlam w Trieście (1879)
- Casa Leitenburg w Trieście(1887)
- Villa Haggiconsta w Trieście (1890)
- Politeama Ciscutti w Pola (1881)
- Spessa di Capriva (1880)
- Palazzo Vianello w Trieście (1904)
- Scala dei Giganti w Trieście (1905-1907)
- synagoga w Trieście (1906-1912)
- Palazzo della RAS w Trieście (1909-1913)
- Palazzo Schiavi w Udine (1912)